# Водосховища Криму
Водосховища Криму — водосховища, які розташовані на території Автономної Республіки Крим (в адміністративних районах і басейнах річок).
На території Автономної Республіки Крим налічується 23 водосховища, загальною площею 3614 га, об'ємом 334,2 млн м³.

## Загальна характеристика
Територія Автономної Республіки Крим(АР Крим) становить 26,1 тис. км² (4,3 % території України). Вона розташована на Кримському півострові в межах басейнів річок Приазов'я (74 % території автономної республіки) і Причорномор'я (26 %).
Гідрографічна мережа АР Крим включає дві середні річки: Чатирлик (106 км), що впадає в Каркінітську затоку Чорного моря і Салгир (204 км), що впадає у затоку Сиваш Азовського моря.
В АР Крим функціонує 22 водосховища з повним об'ємом 334,2 млн м³, з них об'ємом понад 10 млн м³ — 11, які збудовано на річках, що впадають в Чорне і Азовське моря та на Північнокримському каналі (ПКК).
За цільовим призначенням водосховища поділяються: комплексне — 1; господарсько-питного водопостачання — 11; зрошення — 7; господарсько-питного водопостачання та зрошення — 2; перепускне — 1. Залежно від джерела наповнення їх поділяють на водосховища природного стоку та водосховища Північнокримського каналу.
Об'єм 14-ти водосховищ природного стоку станоить 253,1 млн м³. Ці водосховища заповнюються під час осінньо-зимового періоду. Вісім наливних водосховищ Північнокримського каналу заповнюються весною та восени.

## Наявність водосховищ (вдсх) у межах адміністративно-територіальних районів Автономної Республіки Крим[1]
| Район, місто     | Кількість вдсх, шт. | Площа вдсх, га | Об'єм вдсх — повний, млн м³ | Об'єм вдсх — корисний, млн м³ | В оренді, шт. | В оренді, га |
| ---------------- | ------------------- | -------------- | --------------------------- | ----------------------------- | ------------- | ------------ |
| Бахчисарайський  | 5                   | 1016           | 116,9                       | 110,7                         | -**           | -            |
| Білогірський     | 3                   | 462            | 42,1                        | 39,7                          | -             | -            |
| Джанкойський     | -*                  | -              | -                           | -                             | -             | -            |
| Феодосійський    | 3                   | 313            | 20,7                        | 16,3                          | -             | -            |
| Курманський      | -                   | -              | -                           | -                             | -             | -            |
| Перекопський     | -                   | -              | -                           | -                             | -             | -            |
| Керченський      | 6                   | 1378           | 80,0                        | 69,4                          | 1             | 65           |
| Сімферопольський | 4                   | 979            | 124,3                       | 118,3                         | -             | -            |
| Євпаторійський   | -                   | -              | -                           | -                             | -             | -            |
| Ялтинський район | 2                   | 70             | 14,4                        | 13,7                          | -             | -            |
| Разом            | 23                  | 3614           | 334,2                       | 306,9                         | 1             | 65           |

Примітки: -* — немає водосховищ на території району;
-* — немає водосховищ, переданих в оренду.

## Наявність водосховищ (вдсх) у межах основних річок на території Автономної Республіки Крим[1]
| Район річкового басейну             | Кількість вдсх, шт. | Площа вдсх, га | Об'єм вдсх — повний, млн м³ | Об'єм вдсх — корисний, млн м³ | В оренді, шт. | В оренді, га |
| ----------------------------------- | ------------------- | -------------- | --------------------------- | ----------------------------- | ------------- | ------------ |
| Річки Чорного моря, у тому числі    | 7                   | 702            | 101,5                       | 95,3                          | -*            | -            |
| р. Альма                            | 2                   | 306            | 40,6                        | 38,2                          | -             | -            |
| р. Кача                             | 2                   | 256            | 34,7                        | 32,0                          | -             | -            |
| р. Бельбек                          | 1                   | 70             | 11,8                        | 11,5                          | -             | -            |
| р. Улу-Узень                        | 1                   | 61             | 13,3                        | 13,0                          | -             | -            |
| р. Демірджі                         | 1                   | 9,5            | 1,1                         | 0,7                           | —             | -            |
| Річки Азовського моря, у тому числі | 7                   | 893            | 5                           | 808                           | -             | -            |
| р. Салгир                           | 5                   | 822            | 82,0                        | 77,5                          | -             | -            |
| р. Чорох-Су                         | 1                   | 43             | 3,2                         | 3,0                           | -             | -            |
| р. Мокрий Індол                     | 1                   | 28             | 2,2                         | 2,0                           | -             | -            |
| Північнокримський канал             | 8                   | 2019           | 145,3                       | 129,1                         | 1             | 65           |
| Разом                               | 22                  | 3614           | 334,2                       | 306,9                         | 1             | 65           |

Примітка: -* — водосховищ в оренді немає.

## Наявність водосховищ (вдсх) об'ємом понад 10млн м³ на території Автономної Республіки Крим[1]
| Назва водосховища, річки (басейну)                                         | Місцезнаходження вдсх (населений пункт, район) | Площа вдсх, га | Об'єм вдсх — повний, млн м³ | Об'єм вдсх — корисний, млн м³ |
| -------------------------------------------------------------------------- | ---------------------------------------------- | -------------- | --------------------------- | ----------------------------- |
| Сімферопольське, р. Салгир (Азовське море)                                 | м. Сімферополь                                 | 317            | 36,0                        | 34,0                          |
| Партизанське, р. Альма (Чорне море)                                        | с. Партизанське, Сімферопольський              | 225            | 34,4                        | 32,2                          |
| Білогірське, р. Біюк-Карасу (р. Салгир, Азовське море) *                   | м. Білогірськ, Білогірський                    | 225            | 23,3                        | 21,5                          |
| Тайганське, балка Джавайганська (р. Біюк-Карасу, р. Салгир, Азовське море) | м. Білогірськ, Білогірський                    | 200            | 13,8                        | 13,6                          |
| Щасливенське, р. Манаготра, р. Біюк-Узенбаш, (р. Бельбек, Чорне море)      | с. Щасливе, Бахчисарайський                    | 67             | 11,8                        | 11,5                          |
| Загірське, р. Кача (Чорне море)                                            | с. Синапне, Бахчисарайський                    | 156            | 27,9                        | 25,7                          |
| Ізобільненське, р. Улу-Узень (Чорне море)                                  | с. Ізобільне, Ялтинський                       | 61             | 13,3                        | 12,9                          |
| Феодосійське, р. Байбуга, ПКК** (Чорне море)                               | с. Владиславівка, Феодосійський                | 242            | 15,4                        | 11,4                          |
| Станційне, балка Зелений Яр, ПКК                                           | Керченський                                    | 270            | 24,0                        | 22,8                          |
| Фронтове, ПКК                                                              | с. Фронтове, Керченський                       | 645            | 35,0                        | 29,0                          |
| Міжгірне, ПКК                                                              | с. Жайворонки, Сімферопольський                | 400            | 50,0                        | 48,3                          |

Примітки: * — у дужках наведено послідовність впадіння річки, на якій розташовано водосховище, у головну річку чи море;
ПКК** — Північнокримський канал.